# Формула-1 — Гран-прі Сан-Марино 1989
Гран-прі Сан-Марино 1989 року (офіційно — IX Gran Premio Kronenbourg di San Marino)  — автоперегони чемпіонату світу з Формули-1, які відбулися 23 квітня 1989 року. Гонка була проведена на автодромі Енцо та Діно Феррарі у Імолі (регіон Емілія-Романья, Італія). Це другий етап чемпіонату світу і дев'яте Гран-прі Сан-Марино в історії.
Переможцем гонки став пілот Макларен - Хонда, бразилець Айртон Сенна. Друге місце посів його напарник по команді Ален Прост, а на 3 місці фінішував італієць Алессандро Нанніні (Бенеттон - Форд).
Чинним переможцем гонки був Айртон Сенна, який у 1988 році також виступав за команду Макларен - Хонда.

## Перед кваліфікаційний заїзд
| Місце | №  | Пілот              | Конструктор      | Час      | Проміжок |
| ----- | -- | ------------------ | ---------------- | -------- | -------- |
| 1     | 8  | Стефано Модена     | Бребем - Джадд   | 1:27.350 |          |
| 2     | 7  | Мартін Брандл      | Бребем - Джадд   | 1:28.197 | +0.747   |
| 3     | 21 | Алекс Каффі        | Даллара - Форд   | 1:29.346 | +1.996   |
| 4     | 17 | Нікола Ларіні      | Озелла - Форд    | 1:29.787 | +2.437   |
| 5     | 37 | Бертран Гашо       | Onyx - Форд      | 1:30.384 | +3.034   |
| 6     | 33 | Грегор Фойтек      | Євробрун - Джадд | 1:30.620 | +3.270   |
| 7     | 18 | П'єркарло Гінцані  | Озелла - Форд    | 1:30.631 | +3.281   |
| 8     | 36 | Стефан Йохансон    | Onyx - Форд      | 1:30.647 | +3.297   |
| 9     | 41 | Йоаким Вінкельхок  | AGS - Форд       | 1:32.071 | +4.721   |
| 10    | 32 | П'єр-Анрі Рафанель | Колоні - Форд    | 1:32.267 | +4.917   |
| 11    | 35 | Агурі Сузукі       | Цакспід - Ямаха  | 1:32.287 | +4.937   |
| 12    | 34 | Бернд Шнайдер      | Цакспід - Ямаха  | 1:32.855 | +5.485   |
| 13    | 39 | Фолькер Вайдлер    | Rial - Форд      | 1:36.480 | +9.130   |

## Кваліфікація
| Місце | №  | Пілот              | Конструктор       | Частина 1 | Частина 2 | Старт  |
| ----- | -- | ------------------ | ----------------- | --------- | --------- | ------ |
| 1     | 1  | Айртон Сенна       | Макларен-Хонда    | 1:42.939  | 1:26.010  |        |
| 2     | 2  | Ален Прост         | Макларен-Хонда    | 1:44.538  | 1:26.235  | +0.225 |
| 3     | 27 | Найджел Менселл    | Феррарі           | 1:49.665  | 1:27.652  | +1.642 |
| 4     | 6  | Рікардо Патрезе    | Вільямс - Рено    | 1:47.486  | 1:27.920  | +1.910 |
| 5     | 28 | Герхард Бергер     | Феррарі           | 1:42.781  | 1:28.089  | +2.079 |
| 6     | 5  | Тьєрі Бутсен       | Вільямс - Рено    | 1:49.451  | 1:28.308  | +2.298 |
| 7     | 19 | Алессандро Нанніні | Бенеттон-Форд     | 1:45.536  | 1:28.854  | +2.844 |
| 8     | 11 | Нельсон Піке       | Лотус - Джадд     | 1:48.124  | 1:29.057  | +3.047 |
| 9     | 21 | Алекс Каффі        | Даллара - Форд    | 1:48.868  | 1:29.069  | +3.059 |
| 10    | 26 | Олів'є Груйяр      | Ліж'є - Форд      | 1:47.371  | 1:29.104  | +3.094 |
| 11    | 23 | П'єрлуїджі Мартіні | Мінарді - Форд    | 1:47.321  | 1:29.152  | +3.142 |
| 12    | 9  | Дерек Ворвік       | Ерроуз - Форд     | 1:47.859  | 1:29.281  | +3.271 |
| 13    | 16 | Іван Капеллі       | Марч - Джадд      | 1:48.178  | 1:29.385  | +3.375 |
| 14    | 17 | Нікола Ларіні      | Озелла - Форд     | 1:47.577  | 1:29.485  | +3.475 |
| 15    | 24 | Луїс Перес-Сала    | Мінарді - Форд    | 1:46.800  | 1:29.503  | +3.493 |
| 16    | 22 | Андреа Де Чезаріс  | Даллара - Форд    | 1:53.681  | 1:29.669  | +3.659 |
| 17    | 8  | Стефано Модена     | Бребем - Джадд    | 1:48.415  | 1:29.761  | +3.751 |
| 18    | 40 | Габріеле Таркуїні  | AGS - Форд        | 1:48.795  | 1:29.913  | +3.903 |
| 19    | 15 | Маурісіу Гужельмін | Марч - Джадд      | 1:52.119  | 1:30.163  | +4.153 |
| 20    | 30 | Пилип Алльо        | Лола - Ламборгіні | 2:00.293  | 1:30.168  | +4.158 |
| 21    | 10 | Едді Чівер         | Ерроуз - Форд     | 1:45.375  | 1:30.233  | +4.223 |
| 22    | 7  | Мартін Брандл      | Бребем - Джадд    | 1:46.279  | 1:30.271  | +4.261 |
| 23    | 20 | Джонні Херберт     | Бенеттон-Форд     | 2:05.126  | 1:30.347  | +4.337 |
| 24    | 12 | Сатору Накадзіма   | Лотус - Джадд     | 1:46.483  | 1:30.697  | +4.687 |
| 25    | 3  | Джонатан Палмер    | Тіррелл - Форд    | 1:51.229  | 1:30.928  | +4.918 |
| 26    | 29 | Яннік Дальма       | Лола - Ламборгіні | 1:58.083  | 1:31.137  | +5.127 |
| 27    | 4  | Мікеле Альборето   | Тіррелл - Форд    | 1:51.329  | 1:31.206  | +5.196 |
| 28    | 25 | Рене Арну          | Ліж'є - Форд      | 1:48.091  | 1:31.268  | +5.258 |
| 29    | 38 | Крістіан Даннер    | Rial - Форд       | 1:47.967  | 1:31.341  | +5.331 |
| 30    | 31 | Роберто Морено     | Колоні - Форд     | 1:50.947  | 1:31.775  | +5.765 |

## Гонка

### Старт і аварія на 4-му колі (червоний прапор)
На старті Айртон Сенна вирвався вперед, позаду нього опинився Ален Прост, який зумів залишитися попереду Феррарі Найджела Менселла. Англієць трохи відстав і опинився в боротьбі з Рікардо Патрезе, а на другому колі Іван Капеллі потрапив у неприємну аварію на своєму Марчі. На четвертому колі Феррарі Герхарда Бергера, який йшов п'ятим, вилетіла з траси в швидкому повороті Тамбурелло через механічну несправність. Бергер врізався в стіну на швидкості 180 миль/год, а його машина спалахнула. Три пожежники (Бруно Мініаті, Паоло Верді та Габріеле Віолі) прибули пішки через шістнадцять секунд після зіткнення, і вогонь було загашено через десять секунд. Перегони були зупинені, а Бергер врятувався зі зламаними ребрами та опіками другого ступеня.

### Перезапуск та завершення гонки
Через півгодини гонку було перезапущено. Цього разу Прост стартував набагато краще і випередив Сенну, в той час як Менселл невдало стартував і відстав від Патрезе та Алессандро Нанніні. Дуже скоро Сенна наздогнав Проста та обігнав француза. Макларен продовжували відриватися від конкурентів, а позаду них відбувалася ще більша драма — Стефано Модена досить сильно врізався у стіну, але залишився неушкодженим. Олів'є Груйяр був дискваліфікований на 5-му колі за те, що його команда незаконно працювала над його машиною під час годинної затримки.
Коли Макларен відірвалися, Менселл, Патрезе і Нанніні почали боротьбу за 3-тє місце. Все вирішилося за три кола, коли Патрезе зійшов з дистанції через поломку двигуна, а Менселл невдовзі після цього зійшов з дистанції через проблеми з коробкою передач. Це залишило Нанніні третім, в той час як Сенна вирвався вперед і відірвався від Проста, який, переслідуючи Сенну, зазнав розвороту на 42-му колі. Нанніні зміг стати 3-м, залишивши позаду Тьєрі Бутсена, Дерека Ворвіка та Джонатана Палмера. Тьєрі Бутсен і Алекс Каффі спочатку були дискваліфіковані за те, що змінили шини на піт-лейні перед другим стартом, але після перегляду апеляції їм повернули позиції.
Протистояння між Простом і Сенною почало набирати обертів після того, як француз заявив, що у Макларена була передперегонова домовленість про те, що той, хто йшов попереду після першого повороту, повинен там був і залишатися. До того ж, вона була запропонована самим Айртоном. На думку Проста, Сенна порушив цю домовленість, пропустивши француза на першому колі після рестарту.
| Місце    | №  | Пілот              | Конструктор       | Кола | Час/Причина сходу   | Старт | Очки |
| -------- | -- | ------------------ | ----------------- | ---- | ------------------- | ----- | ---- |
| 1        | 1  | Айртон Сенна       | Макларен - Хонда  | 58   | 1:26:51.245         | 1     | 9    |
| 2        | 2  | Ален Прост         | Макларен - Хонда  | 58   | + 40.225            | 2     | 6    |
| 3        | 19 | Алессандро Нанніні | Бенеттон-Форд     | 57   | + 1 коло            | 7     | 4    |
| 4        | 5  | Тьєрі Бутсен       | Вільямс - Рено    | 57   | + 1 коло            | 6     | 3    |
| 5        | 9  | Дерек Ворвік       | Ерроуз - Форд     | 57   | + 1 коло            | 12    | 2    |
| 6        | 3  | Джонатан Палмер    | Тіррелл - Форд    | 57   | + 1 коло            | 25    | 1    |
| 7        | 21 | Алекс Каффі        | Даллара - Форд    | 57   | + 1 коло            | 9     |      |
| 8        | 40 | Габріеле Таркуїні  | AGS - Форд        | 57   | + 1 коло            | 18    |      |
| 9        | 10 | Едді Чівер         | Ерроуз - Форд     | 56   | + 2 кола            | 21    |      |
| 10       | 22 | Андреа Де Чезаріс  | Даллара - Форд    | 56   | + 2 кола            | 16    |      |
| 11       | 20 | Джонні Херберт     | Бенеттон-Форд     | 56   | + 2 кола            | 23    |      |
| 12       | 17 | Нікола Ларіні      | Озелла - Форд     | 52   | Виліт з траси       | 14    |      |
| Схід     | 7  | Мартін Брандл      | Бребем - Джадд    | 51   | Паливна система     | 22    |      |
| НКВ      | 12 | Сатору Накадзіма   | Лотус - Джадд     | 46   | Не кваліфікований   | 24    |      |
| Схід     | 24 | Луїс Перес-Сала    | Мінарді - Форд    | 43   | Виліт з траси       | 15    |      |
| Схід     | 15 | Маурісіу Гужельмін | Марч - Джадд      | 39   | Трансмісія          | 19    |      |
| Схід     | 11 | Нельсон Піке       | Лотус - Джадд     | 29   | Двигун              | 8     |      |
| Схід     | 27 | Найджел Менселл    | Феррарі           | 23   | Коробка передач     | 3     |      |
| Схід     | 6  | Рікардо Патрезе    | Вільямс - Рено    | 21   | Двигун              | 4     |      |
| Схід     | 8  | Стефано Модена     | Бребем - Джадд    | 19   | Виліт з траси       | 17    |      |
| Схід     | 23 | П'єрлуїджі Мартіні | Мінарді - Форд    | 6    | Коробка передач     | 11    |      |
| ДСК      | 26 | Олів'є Груйяр      | Ліж'є - Форд      | 4    | Нелегальний ремонт  | 10    |      |
| Схід     | 28 | Герхард Бергер     | Феррарі           | 3    | Аварія              | 5     |      |
| Схід     | 16 | Іван Капеллі       | Марч - Джадд      | 1    | Виліт з траси       | 13    |      |
| Схід     | 30 | Пилип Алльо        | Лола - Ламборгіні | 0    | Електрична проблема | 20    |      |
| Схід     | 29 | Яннік Дальма       | Лола - Ламборгіні | 0    | Електрична проблема | 26    |      |
| НКВ      | 4  | Мікеле Альборето   | Тіррелл - Форд    |      |                     |       |      |
| НКВ      | 25 | Рене Арну          | Ліж'є - Форд      |      |                     |       |      |
| НКВ      | 38 | Крістіан Даннер    | Rial - Форд       |      |                     |       |      |
| НКВ      | 31 | Роберто Морено     | Колоні - Форд     |      |                     |       |      |
| НТР      | 37 | Бертран Гашо       | Onyx - Форд       |      |                     |       |      |
| НТР      | 33 | Грегор Фойтек      | Євробрун - Джадд  |      |                     |       |      |
| НТР      | 18 | П'єркарло Гінцані  | Озелла - Форд     |      |                     |       |      |
| НТР      | 36 | Стефан Йохансон    | Onyx - Форд       |      |                     |       |      |
| НТР      | 41 | Йоаким Вінкельхок  | AGS - Форд        |      |                     |       |      |
| НТР      | 32 | П'єр-Анрі Рафанель | Колоні - Форд     |      |                     |       |      |
| НТР      | 35 | Агурі Сузукі       | Цакспід - Ямаха   |      |                     |       |      |
| НТР      | 34 | Бернд Шнайдер      | Цакспід - Ямаха   |      |                     |       |      |
| НТР      | 39 | Фолькер Вайдлер    | Rial - Форд       |      |                     |       |      |
| Джерело: |    |                    |                   |      |                     |       |      |

## Положення у чемпіонаті після гонки
| Місце   | Пілот              | Очки |
| ------- | ------------------ | ---- |
| 1       | Ален Прост         | 12   |
| 2       | Айртон Сенна       | 9    |
| 3       | Найджел Менселл    | 9    |
| 4       | Алессандро Нанніні | 5    |
| 5       | Маурісіу Гужельмін | 4    |
| Джерело |                    |      |

| Місце   | Конструктор    | Очки |
| ------- | -------------- | ---- |
| 1       | Макларен-Хонда | 21   |
| 2       | Феррарі        | 9    |
| 3       | Бенеттон-Форд  | 8    |
| 4       | Марч - Джадд   | 4    |
| 5       | Ерроуз - Форд  | 4    |
| Джерело |                |      |